# Сен-Марсьяль-д’Альбаред
Сен-Марсья́ль-д’Альбаре́д (фр. Saint-Martial-d'Albarède) — коммуна во Франции, находится в регионе Аквитания. Департамент — Дордонь. Входит в состав кантона Иль-Лу-Овезер. Округ коммуны — Перигё.
Код INSEE коммуны — 24448.

## География

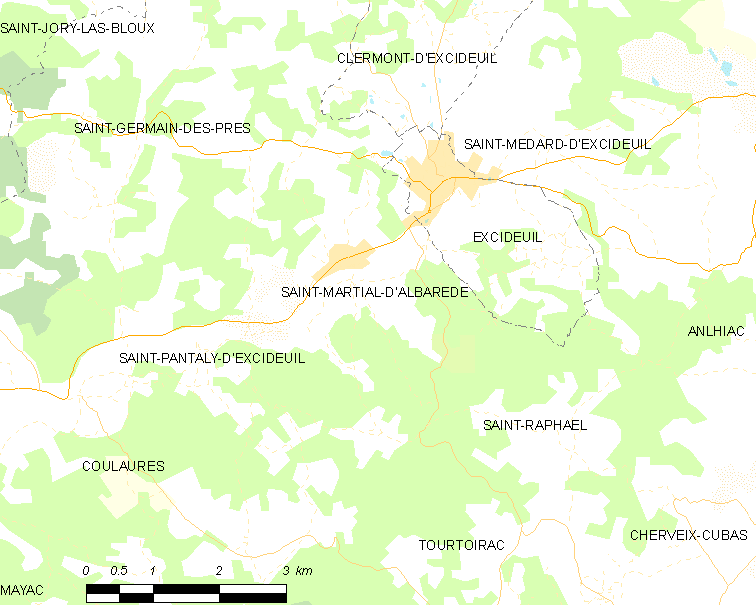
Карта коммуны

Коммуна расположена приблизительно в 410 км к югу от Парижа, в 140 км северо-восточнее Бордо, в 30 км к северо-востоку от Перигё.
По территории коммуны протекает река Лу.

### Климат
Климат умеренный океанический со средним уровнем осадков, которые выпадают преимущественно зимой. Лето здесь долгое и тёплое, однако также довольно влажное, здесь не бывает регулярных периодов летней засухи. Средняя температура января — 5 °C, июля — 18 °C. Изредка вследствие стечения неблагоприятных погодных условий может наблюдаться непродолжительная засуха или случаются поздние заморозки. Климат меняется очень часто, как в течение сезона, так и год от года.

## Население
Население коммуны на 2010 год составляло 485 человек.
| 1962 | 1968 | 1975 | 1982 | 1990 | 1999 | 2010 |
| ---- | ---- | ---- | ---- | ---- | ---- | ---- |
| 447  | 420  | 368  | 377  | 394  | 403  | 485  |

## Администрация
| Период | Период | Фамилия      | Партия                              | Примечания                       |
| ------ | ------ | ------------ | ----------------------------------- | -------------------------------- |
| 1947   | 1975   | Пьер Николя  |                                     |                                  |
| 1975   | 1984   | Шарль Паньон | Французская коммунистическая партия | генеральный советник (1970—1988) |
| 1984   | 2008   | Жан Андриё   | Французская коммунистическая партия |                                  |
| 2008   | 2020   | Мишель Дюпюи |                                     |                                  |

## Экономика
В 2010 году среди 293 человек трудоспособного возраста (15-64 лет) 187 были экономически активными, 106 — неактивными (показатель активности — 63,8 %, в 1999 году было 70,7 %). Из 187 активных жителей работали 178 человек (94 мужчины и 84 женщины), безработных было 9 (2 мужчин и 7 женщин). Среди 106 неактивных 21 человек были учениками или студентами, 59 — пенсионерами, 26 были неактивными по другим причинам.

## Фотогалерея

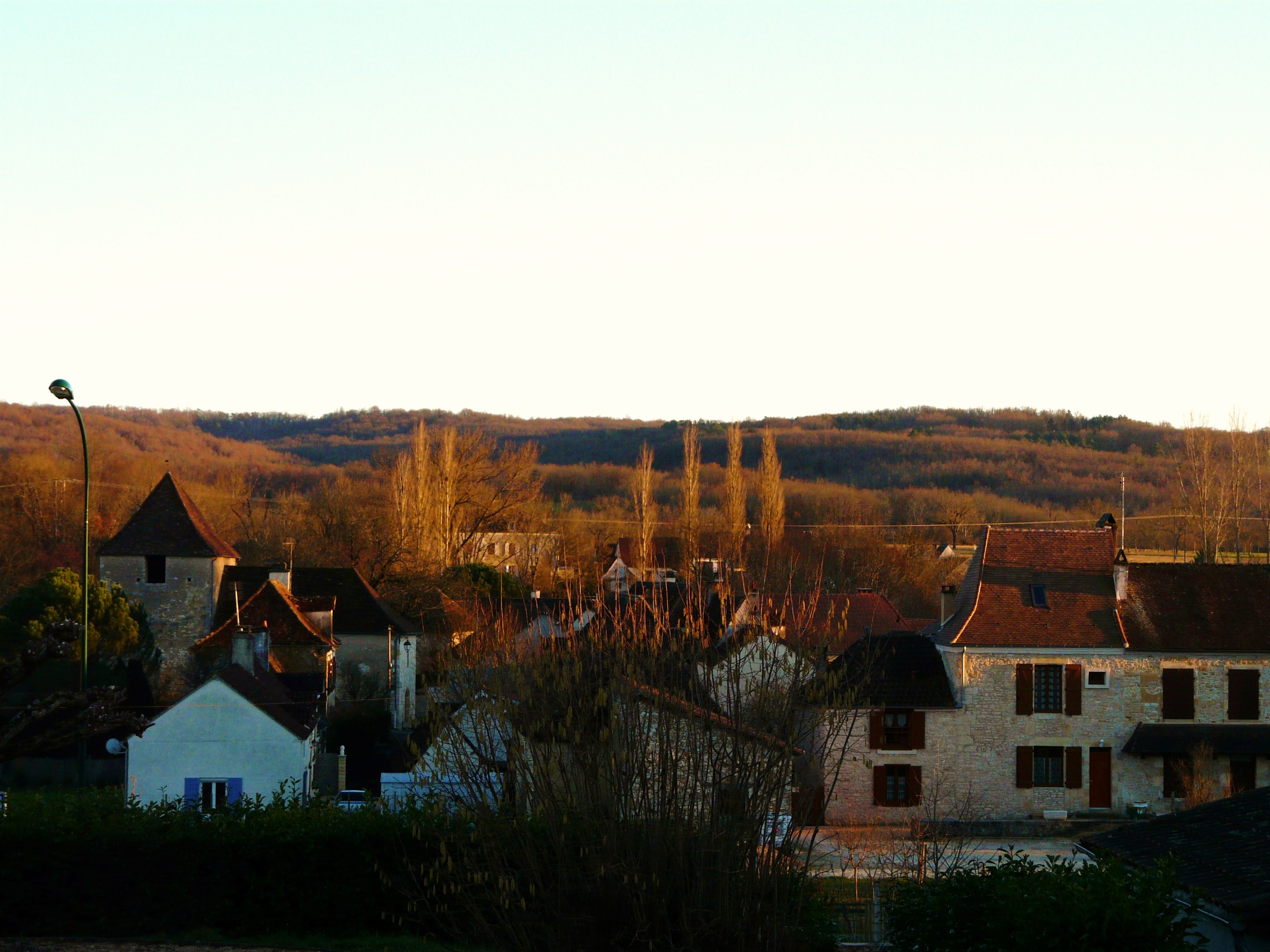
Сен-Марсьяль-д’Альбаред
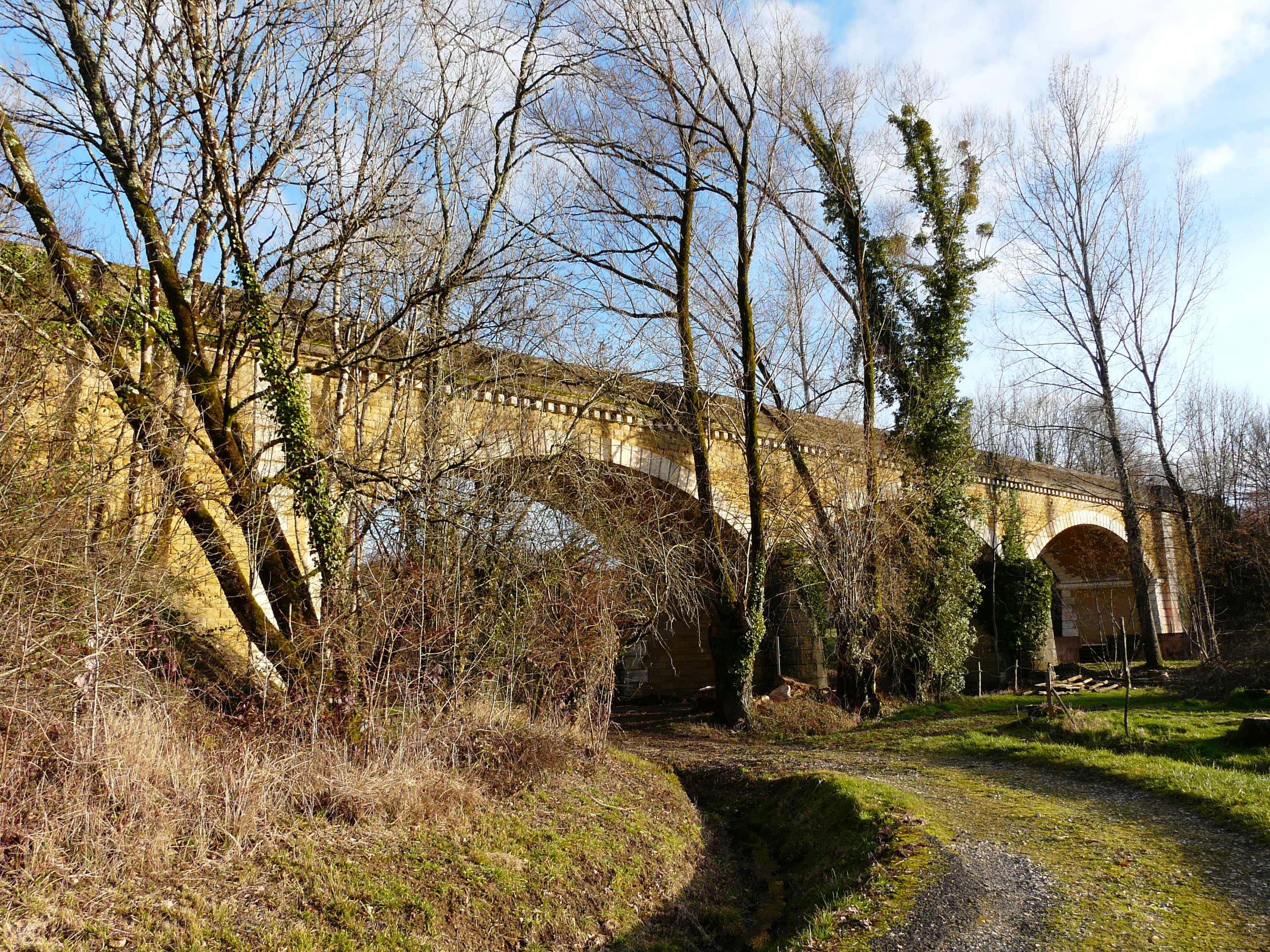
Акведук
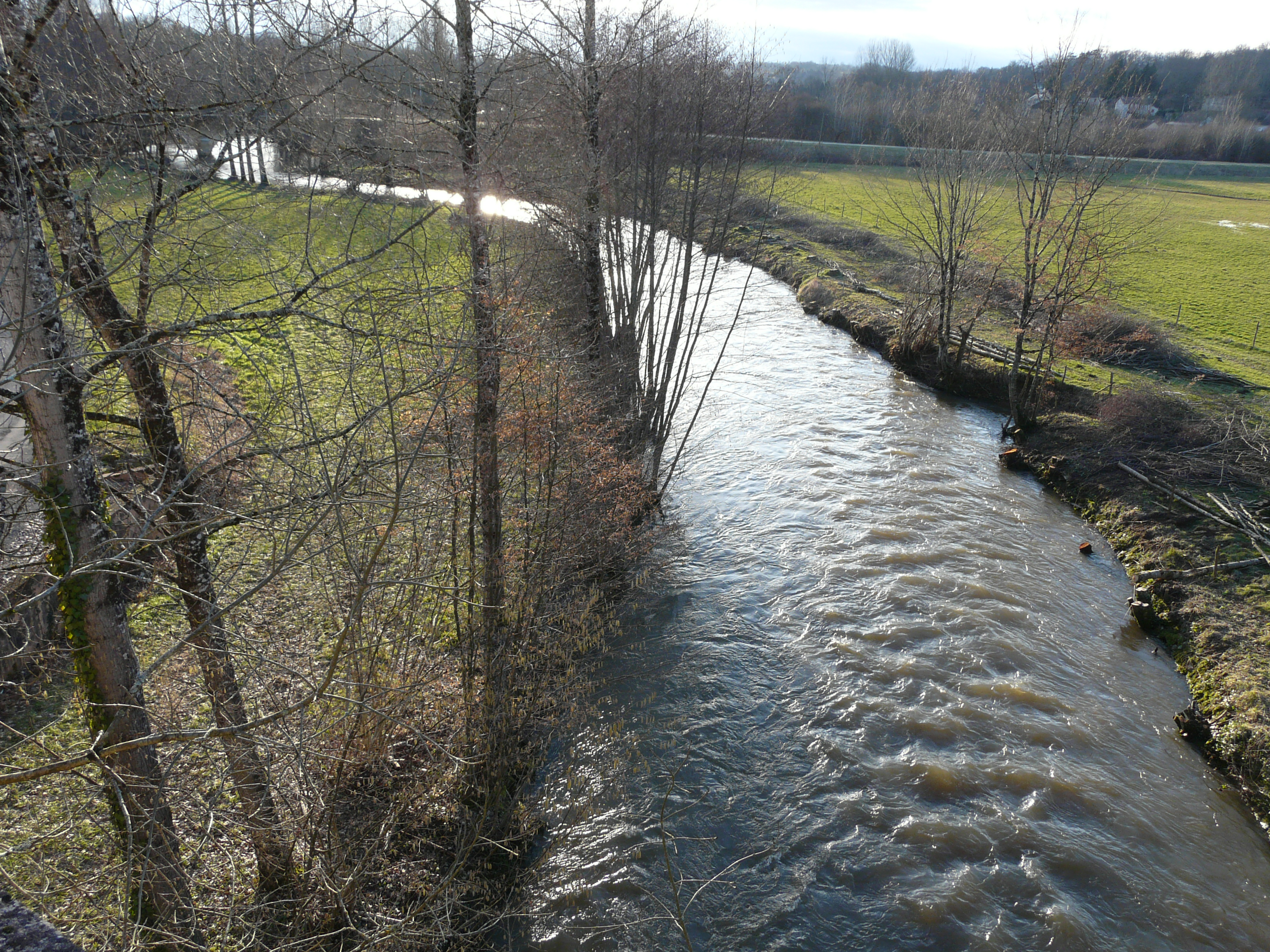
Река Лу